# Tại ngưỡng cửa Vĩnh hằng
Ông già buồn bã (Tại ngưỡng cửa Vĩnh hằng) là một bức tranh sơn dầu bởi Vincent van Gogh mà ông vẽ trong khoảng năm 1890 ở Saint-Rémy de Provence dựa trên một bản in thạch sớm. Bức vẽ được hoàn thành vào đầu tháng 5, vào lúc Van Gogh đang dần hồi phục từ một đợt bệnh tái phát và chỉ hai tháng trước khi ông qua đời - thường được mọi người coi là một vụ tự tử.
Năm 1970, trong một ca-ta-lô các tác phẩm, bức tranh được đặt tên là: Kiệt sức: Tại ngưỡng cửa Vĩnh hằng.